# Shokran Parwani
Shokran Parwani (* 16. Januar 1992 in Kabul, Afghanistan) ist ein deutscher Profiboxer und Deutscher Meister 2019 sowie ehemaliger International Champion (WBF) im Cruisergewicht.

## Leben
Shokran Parwani wuchs gemeinsam mit seinen drei Brüdern in Afghanistan auf. Nachdem sein Vater 1999 von den Taliban, einer deobandisch-islamistischen Terrorgruppe, mit einer Schusswaffe verletzt wurde, floh die Familie nach Deutschland. Er lebte eine lange Zeit im Hamburger-Stadtteil Steilshoop. Vor seiner Karriere als Boxer besuchte Parwani ein Wirtschaftsgymnasium. Nach seinem Abschluss plante er nach eigenen Angaben eine Selbstständigkeit in der Gastronomie und bereitete sich parallel dazu auf seine Profikarriere vor. Shokran Parwani lebt in Hamburg und ist Vater des Boxtalentes Hafiz „The Future“ Parwani. Am 20. Mai 2019 wurde sein Lamborghini-Sportwagen von der Kontrollgruppe „Autoposer“ der Hamburger Polizei sichergestellt, was vom NDR begleitet wurde.

## Profiboxer
Sein Debüt als Profiboxer gab Shokran Parwani im Alter von 24 Jahren am 3. Juli 2016 gegen Ognjen Maric in Hamburg. Nach sieben Siegen in Serie gewann er am 8. August 2016 in Essen den internationalen WBF-Titel im Cruisergewicht durch technisches K. o.

## Liste der Profikämpfe
| Jahr | Datum         | Gegner                     | Ergebnis | Typ | Runden    | Ort                            |
| ---- | ------------- | -------------------------- | -------- | --- | --------- | ------------------------------ |
| 2016 | 3. Juli       | Ognjen Maric               | Sieg     | KO  | 1 von 4   | Lüneburg, Deutschland          |
| 2016 | 16. September | Dejan Krneta               | Sieg     | TKO | 2 von 4   | Hamburg, Deutschland           |
| 2016 | 12. November  | Mirko Crnovic              | Sieg     | KO  | 1 von 4   | Kassel, Deutschland            |
| 2016 | 28. Dezember  | Amir Solak                 | Sieg     | TKO | 2 von 4   | Lüchow, Deutschland            |
| 2017 | 4. März       | Laszlo Hubert              | Sieg     | TKO | 1 von 6   | Korbach, Deutschland           |
| 2017 | 2. April      | Drazan Janjanin            | Sieg     | PTS | 4 von 4   | Hamburg, Deutschland           |
| 2017 | 4. Juni       | Gyorgy Kutasi              | Sieg     | TKO | 5 von 6   | Hamburg, Deutschland           |
| 2017 | 5. August     | Frank Blümle               | Sieg     | KO  | 5 von 12  | Essen, Deutschland             |
| 2018 | 3. Februar    | Vojtech Konciti            | Sieg     | TKO | 1 von 6   | Minden, Deutschland            |
| 2018 | 16. September | Mazen Girke                | Sieg     | TKO | 2 von 6   | Krefeld, Deutschland           |
| 2018 | 24. November  | Zura Merkereshvili         | Sieg     | PTS | 8 von 8   | Velbert, Deutschland           |
| 2019 | 17. Februar   | Cem Kurnazan               | Sieg     | UD  | 10 von 10 | Hamburg, Deutschland           |
| 2019 | 4. Mai        | Issac Maganga              | Sieg     | TKO | 1 von 6   | Wuppertal, Deutschland         |
| 2019 | 27. Juli      | Pablo Daniel Zamora Nievas | Sieg     | TKO | 3 von 8   | Vilecha, Spanien               |
| 2019 | 8. November   | Roland Oroszian            | Sieg     | TKO | 2 von 6   | Bergisch Gladbach, Deutschland |

## Erfolge
- 2017: WBF International Champion
- 2019: Deutscher Meister Halbschwergewicht